# بيت الشاطبي (سنحان)

تعديل مصدري - تعديل

بيت الشاطبي هي إحدى قرى عزلة الربع الغربي بمديرية سنحان وبني بهلول التابعة لمحافظة صنعاء، بلغ تعداد سكانها 1459 نسمة حسب تعداد اليمن لعام 2004.